# Nette (Hase)
Die Nette ist ein Fluss des Osnabrücker Berglandes. Er entspringt westlich von Ostercappeln im Ortsteil Haaren und mündet in Osnabrück unweit vom Osnabrücker Hafen in die Hase. Der Fluss ist 19,5 Kilometer lang und damit das größte Gewässer, das im Stadtgebiet Osnabrücks in die Hase mündet. 
Bis auf den Quellbereich ist der Oberlauf der Nette vom westlichen Teil Vehrtes über Icker bis nach Wallenhorst-Rulle ausgebaut und das Ufer fast durchgehend befestigt. In der Nähe von Vehrte fließt die Nette ein kurzes Stück am Rande des Wiehengebirges durch Wald, wo der natürliche Zustand des Baches erhalten geblieben ist. In Mäandern schlängelt sie sich durch einen Laubwald aus Buchen und Eichen, an den Ufern stehen auch Erlen. Viele große Findlinge und drei Hünengräber, die Oestringer Steine I–III, liegen an der Straße, im Wald und im Bachbett. Das Nettetal zwischen Rulle und Osnabrück unterhalb der Wittekindsburg ist eine der landschaftlich reizvollsten Regionen im Osnabrücker Land. Im Bereich der Nette liegen die Megalithgräber Oestringer Steine.

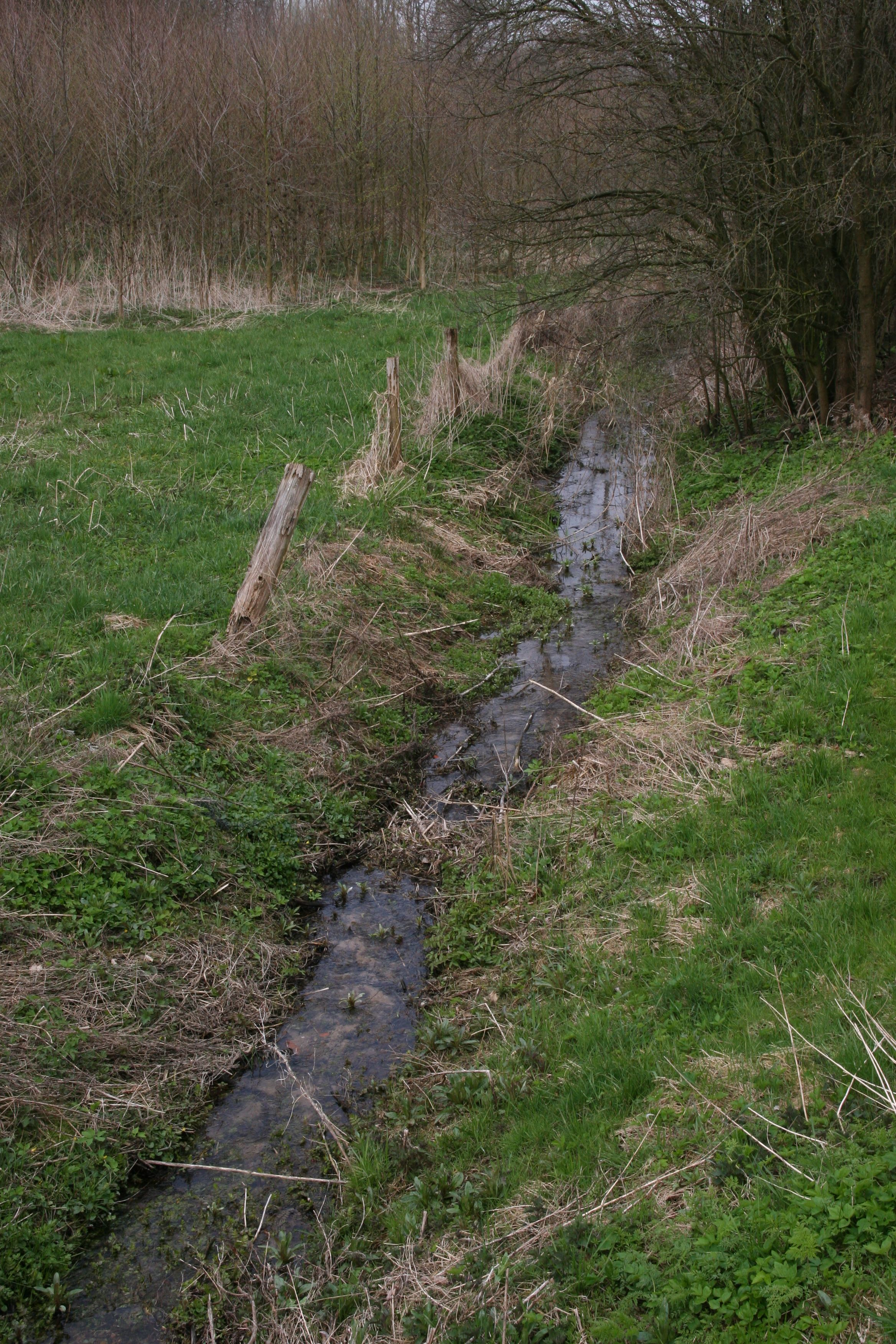
Die Nette im Quellgebiet in Ostercappeln-Oberhaaren
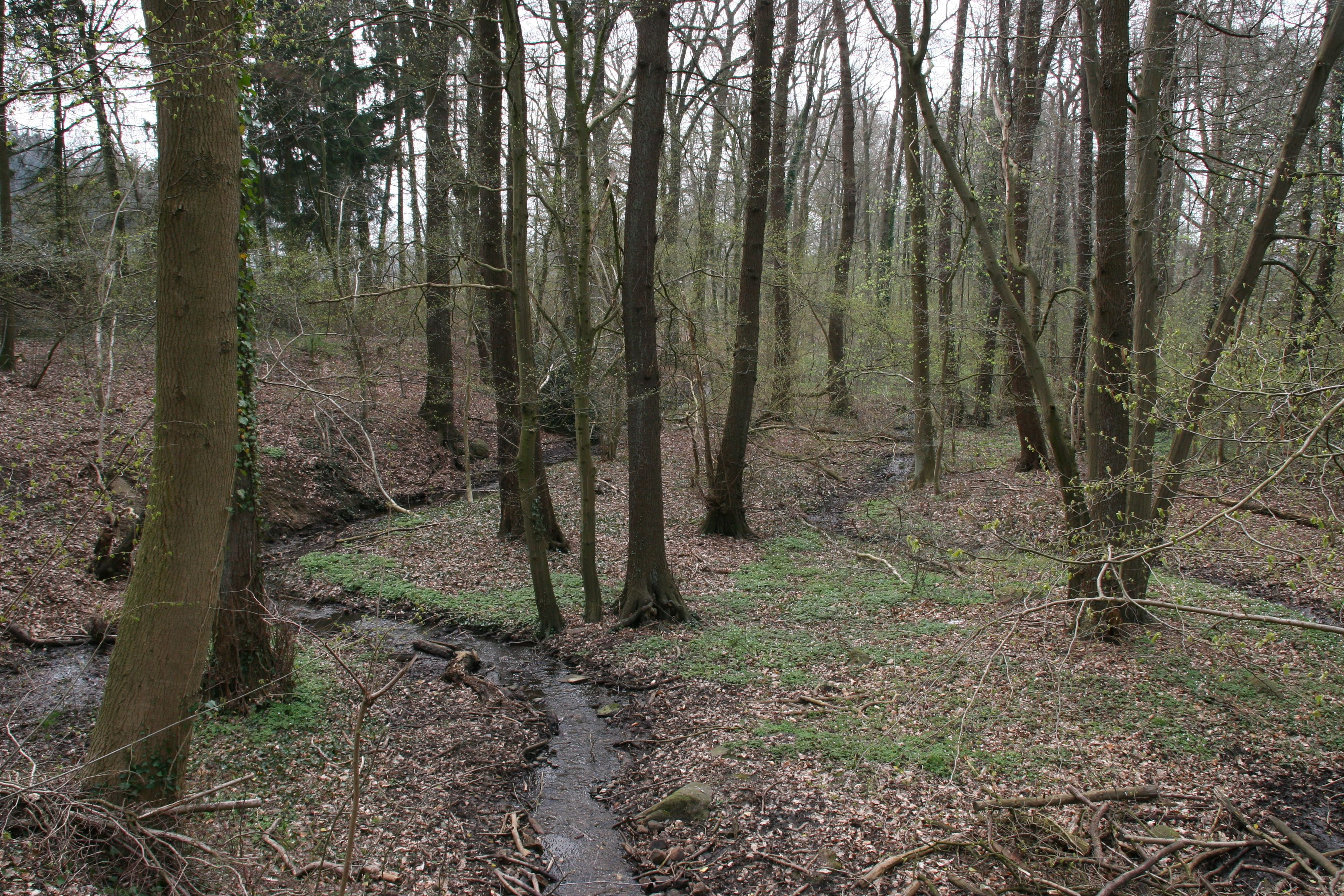
Nettezufluss in Vehrte
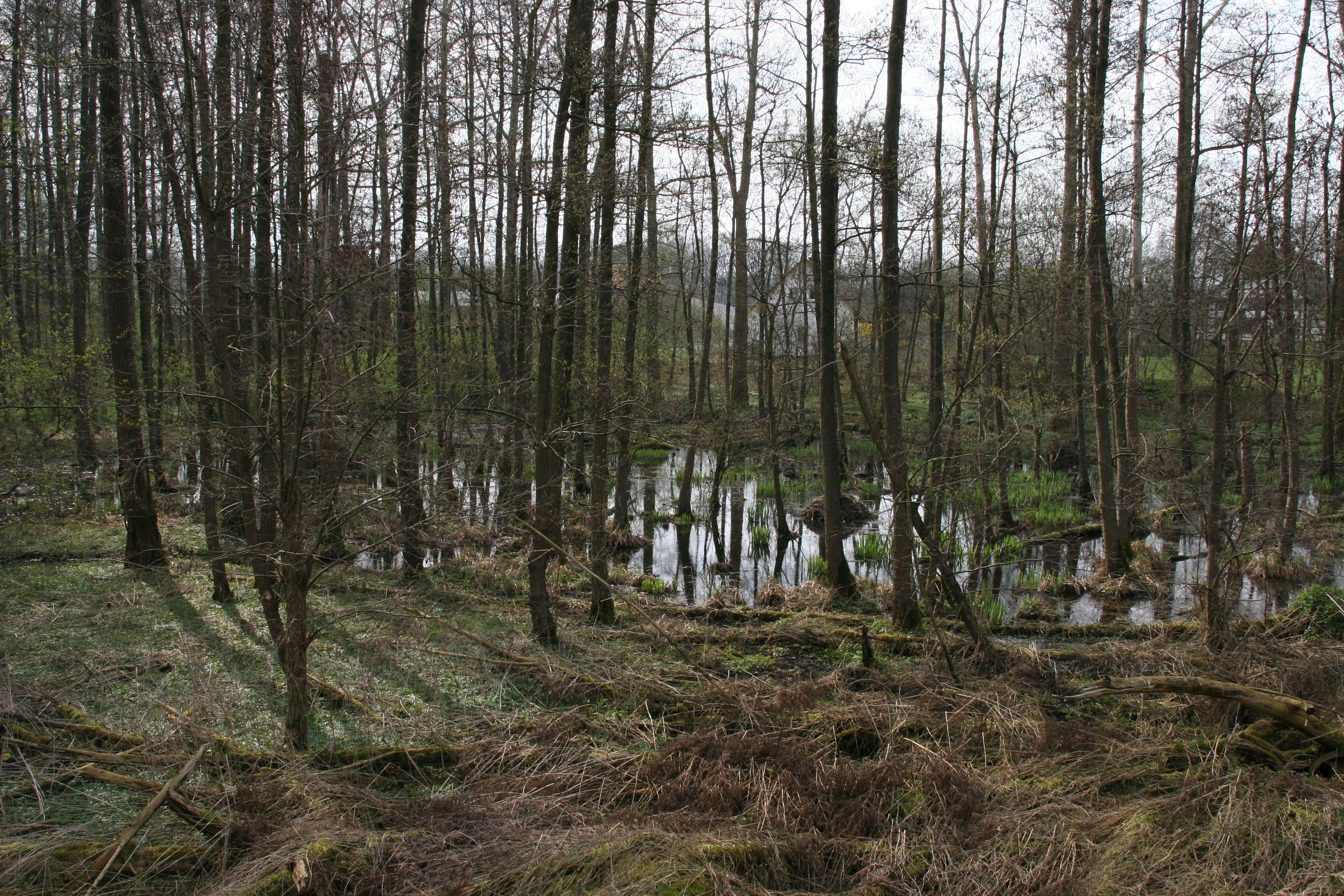
Feuchtgebiet der Nette am Vehrter Bahnhof
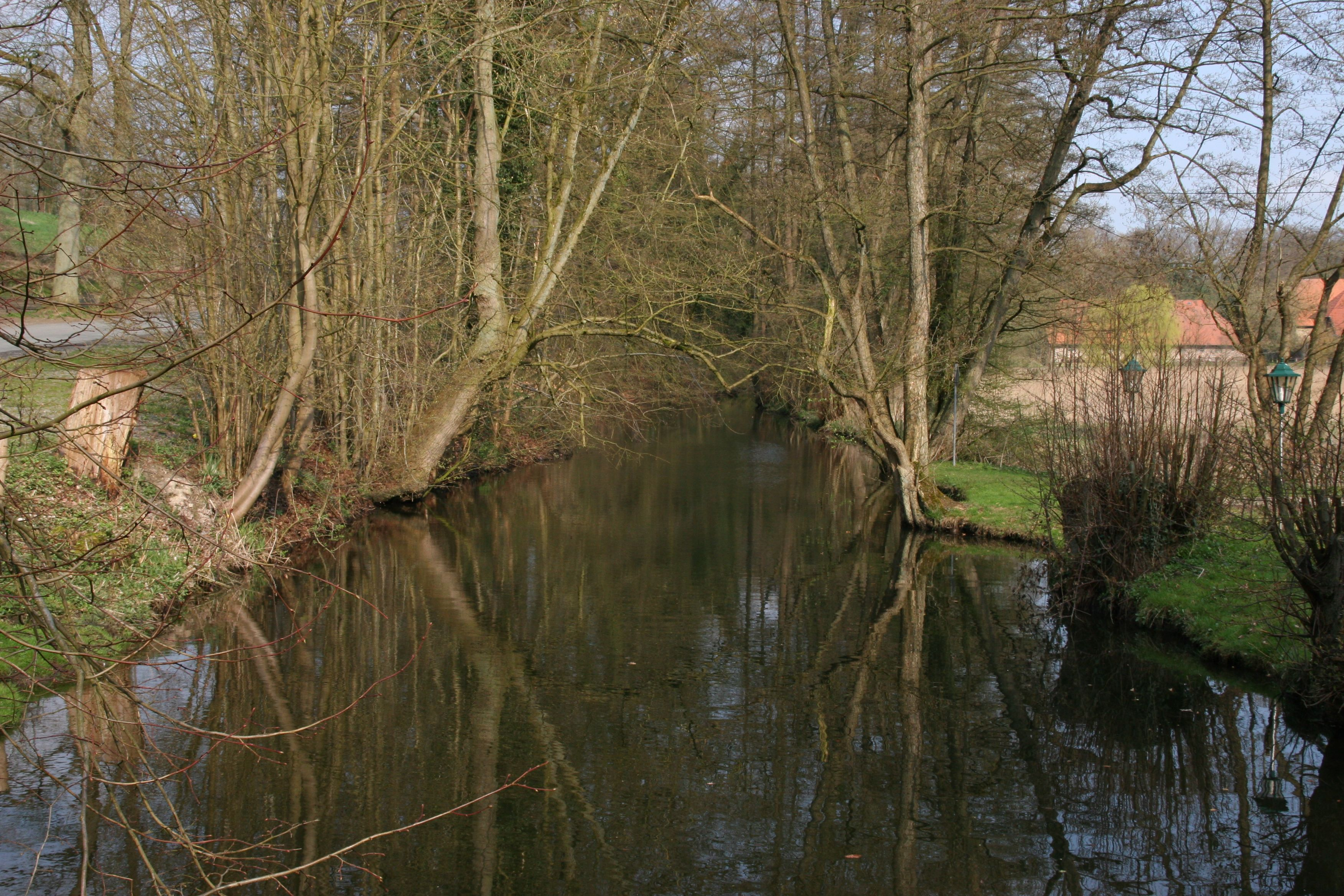
Die Nette bei Knollmeyers Mühle unterhalb der Wittekindsburg
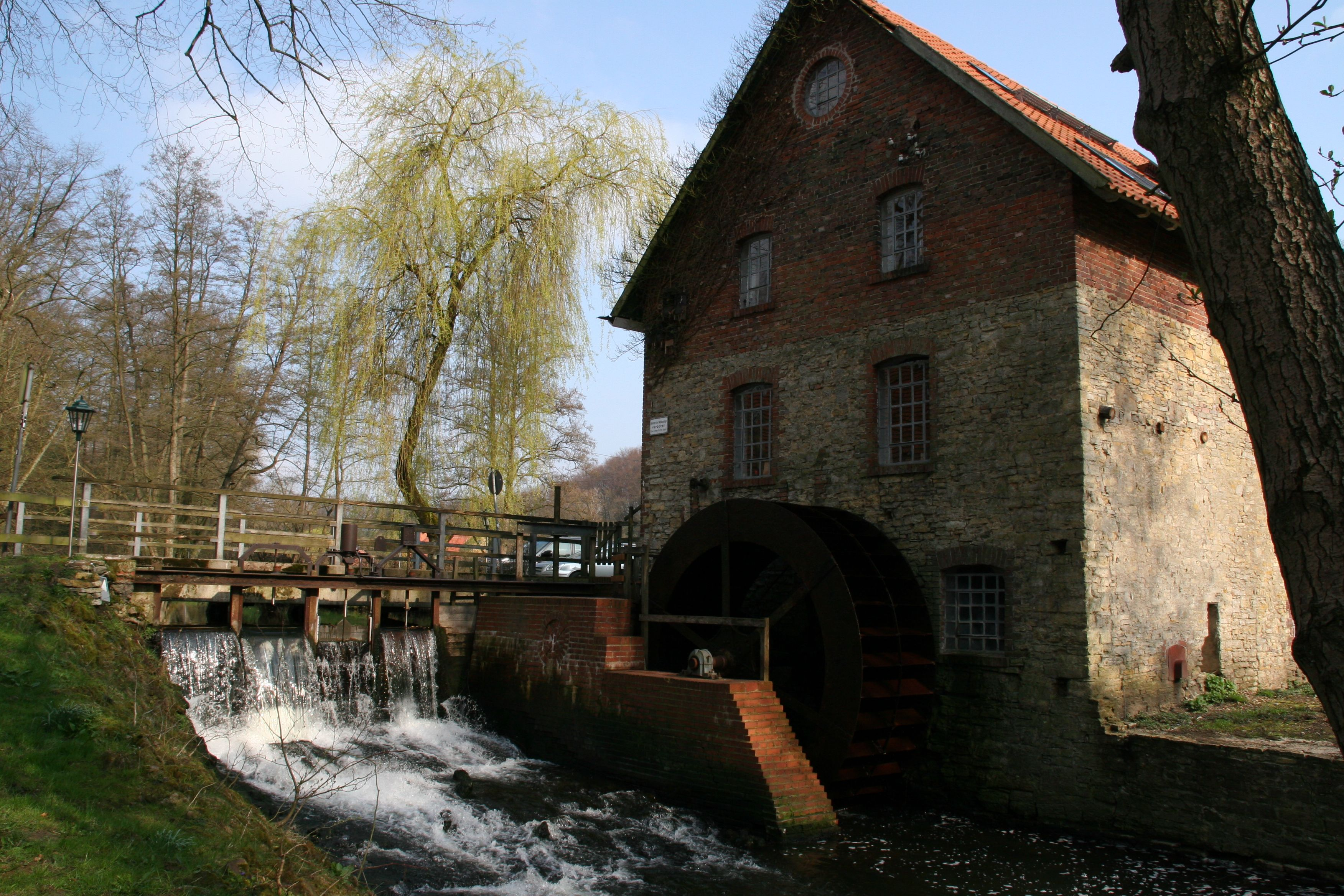
Die Nette und Knollmeyers Mühle (1253 erstmals erwähnt[4])
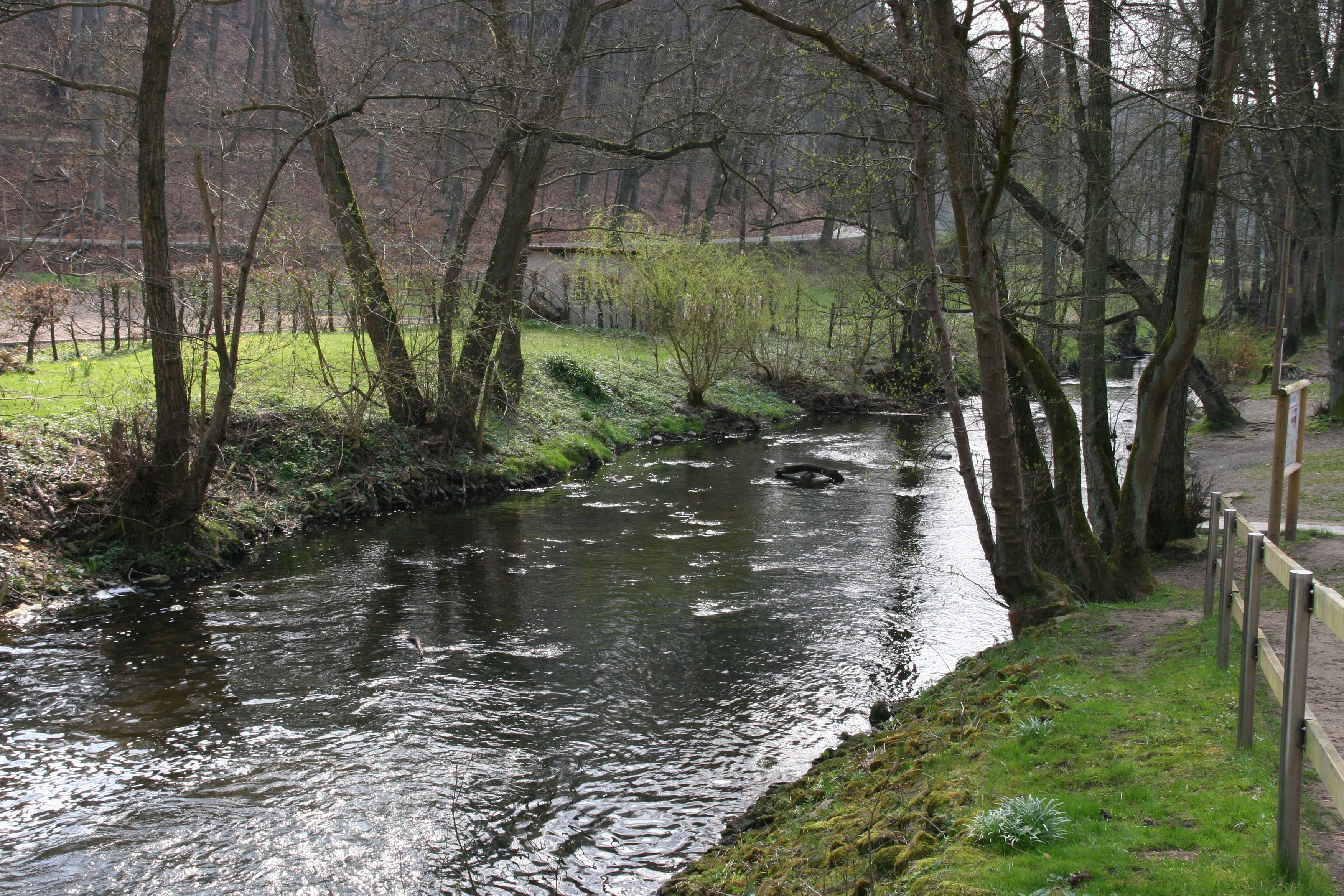
Die Nette bei Knollmeyers Mühle

Im Stadtbereich Osnabrück befinden sich zwei Renaturierungsstrecken: Im Mündungsbereich der Nette wurde 1991 ein Altarm angelegt und 1993 im Rahmen des „Osnabrücker Fließgewässerschutzprogramms“ beim Nettebad Altarme, Teiche, Schilf- und Sukzessionsflächen angelegt und Gehölze angepflanzt. Im Bereich des Osnabrücker Hafens unterquert sie den Stichkanal mittels Düker und mündet gut zweihundert Meter später in die Hase.